# Where the Groupies Killed the Blues
....Where the Groupies Killed the Blues es el segundo álbum publicado por la banda Lucifer's Friend, lanzado en 1972.
Es el primer álbum de la banda en explorar terrenos musicales más diversos y el más ecléctico en cuanto a estilos que lo componen, tomando influencias mucho más progresivas y con una recurrencia hacia la pesadez muy mínima (aunque aún presente) comparado a su disco anterior, de la misma forma el órgano Hammond pasa a un segundo plano para dar mayor relevancia al piano, creando así un ambiente más cercano hacia el jazz. Los elementos sinfónicos también se hacen presentes en este disco, especialmente en el tema "Summerdream". El nivel de experimentación alcanzado en este disco lo hacen esencialmente un ejemplar musical del avant-garde.

## Listado de canciones

### Lado A
| N.º   | Título             | Escritor(es)                  | Duración |  |
| 1.    | «Hobo»             | Lawton, Hesslein              | 4:15     |  |
| 2.    | «Rose On The Vine» | Hesslein, John O'Brien-Docker | 8:19     |  |
| 3.    | «Mother»           | Hecht, John O'Brien-Docker    | 7:25     |  |
| 19:59 |                    |                               |          |  |

### Lado B
| N.º   | Título                                        | Escritor(es)                         | Duración |  |
| 4.    | «....Where The Groupies Killed The Blues»     | Horns, John O'Brien-Docker           | 5:07     |  |
| 5.    | «Prince Of Darkness»                          | Hesslein, John O'Brien-Docker        | 5:37     |  |
| 6.    | «Summerdream (Delirium) (No Reason Or Rhyme)» | Hesslein, Hecht, John O'Brien-Docker | 7:56     |  |
| 7.    | «Burning Ships»                               | Lawton, Hesslein, Horns              | 4:32     |  |
| 23:12 |                                               |                                      |          |  |

## Personal
- John Lawton - Voz
- Peter Hesslein - Guitarra eléctrica, guitarra acústica, percusión, coros
- Dieter Horns - Bajo eléctrico, contrabajo
- Peter Hecht - Órgano, sintetizador Moog, piano Rhodes, mellotron
- Joachim 'Addi' Rietenbach - Batería, percusión

## Otros créditos
Arte y diseño
- Klaus Witt - Diseño y fotografía

- Datos: Q7993444